# Феррари, Паоло (актёр)
Паоло Феррари (итал. Paolo Ferrari, (26 февраля 1929, Брюссель, Бельгия — 6 мая 2018, Рим, Италия) — итальянский актёр и телеведущий.

## Биография
Родился 26 февраля 1929 года в Брюсселе, в семье итальянского консула в Бельгийском Конго (вскоре после его рождения его родители возвращаются в Италию). Он дебютировал на радио EIAR в возрасте 9 лет с программой, в которой Паоло играет на фортепиано. В 1938 году он дебютировал в кино в фильме Алессандро Блазетти «Этторе Фьерамоска». Это было началом детской карьеры актёра, в начале 1940-х годов он успел сняться ещё в ещё четырёх фильмах .
После войны Феррари возобновил свою деятельность в качестве молодого актёра в кино, на радио (Rosso e nero n ° 2, 1955, с Нино Манфреди и Джанни Бонагура), а затем на телевидении, начиная с роли актёра озвучивания в ODI (Рим) Дэвида Нивена в «Лестнице в рай», Франко Читти в «Аккатоне» по Пазолини и Жан-Луи Трентиньян в «Обгоне» Дино Ризи. В начале семидесятых он продублировал некоторые фильмы с Хамфри Богартом, ранее озвученные Бруно Перса: «Тайна ястреба», «Большой сон» и «Засада в тропиках» .

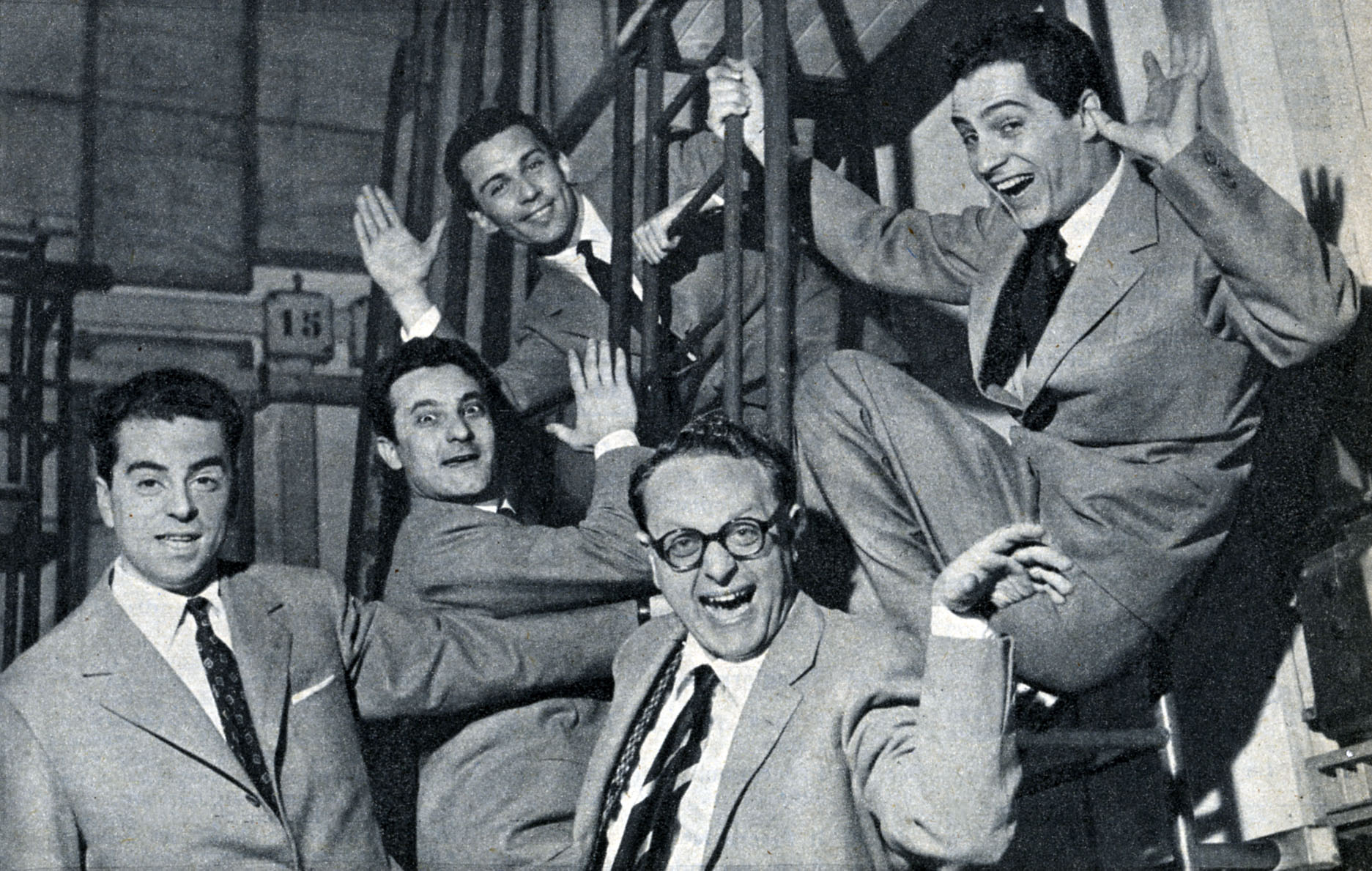
Нино Манфреди (справа) с Раффаэле Пису, Пьерлуиджи Пелитти, Паоло Феррари и Джанни Бонагура в компании Teatro Comico Musicale della Rai в Риме в 1954 году

В 1959 году, после участия с Витторио Гассманом и Мариной Бонфигли (на которой он женился тремя годами ранее) в телепрограмме RAI Il Mattatore, он руководил клубом Giallo «Приглашение к детективу». В следующем году Ферраре представил фестиваль итальянской песни в Сан-Ремо с Энса Сампо. Актёр с театральным образованием, в семидесятые годы он участвовал в многочисленных телевизионных постановках, включая «Nero Wolfe» (Чёрный Вулф)и «Это случилось в Лиссабоне», вместе с Тино Буаццелли и Паоло Стоппа.
Затем он был главным героем в роли «пенсионера» в телешоу Rai 2 Disokkupati (1997): в сорока эпизодах режиссёра Франца Ди Розы, в сценах вместе с Пьером Франческо Лоче, Сабриной Импакциаторе, Адольфо Марджотта и Стефано Маскьярелли .
В телесериале «Оргольо» (2004—2006) он исполнил роль маркиза Джузеппе Оброфари, одного из главных героев. В 2007—2008 годах он участвовал в мыльной опере Incantesimo с Delia Boccardoв роли Лучано Маури, а в 2011 году в мини-сериале «Ночь перед экзаменами 82-го» (2 серии) .
Лауреат Премии Гассмана за заслуги перед жизнью (2006).
Паоло Феррари умер 6 мая 2018 года в возрасте 89 лет в Риме после продолжительной болезни.

## Личная жизнь
От первого брака с актрисой Мариной Бонфигли родилось двое детей: Фабио, тоже актёр, и Даниэле. Женился во второй раз на актрисе Лауре Таванти, родился третий ребёнок, Стефано.
Паоло Феррари был фанатом итальянского футбольного клуба «Лацио».

## Фильмография
Кино
- Этторе Фьерамоска, режиссёр Алессандро Блазетти (1938)
- Кин, режиссёр Гвидо Бриньоне (1940)
- Одесса в огне, Кармин Галлоне (1942)
- Клоуны по Джузеппе Фатигати (1943)
- Джан Бурраска, режиссёр Серджио Тофано (1943)
- Фабиола, режиссёр Алессандро Блазетти (1949)
- Письмо на рассвете, от Giorgio Bianchi (1949)
- Смеяться! Смеяться! Смеяться!, режиссёр Эдоардо Антон (1954)
- Тото ищет мира, Марио Маттоли (1954)
- Граф Акила, Гвидо Сальвини (1955)
- Сусанна в сливках по Стено (1957)
- Кемпинг, режиссёр Франко Дзеффирелли (1958)
- Обожаемый и лжец, Нунцио Маласомма (1958)
- Расел Марин, Гвидо Леони (1958)
- Gambe d’oro, Тури Василе (1958)
- La cambiale, Камилло Мастрочинка (1959)
- Назначение на Искье, режиссёр Марио Маттоли (1960)
- Дамы, Тури Василе (1960)
- Куколки пуни и моряки, режиссёр Даниэле Д’Анза (1961)
- Мужья на Конгрессе, Луиджи Филиппо Д’Амико (1961)
- Акико, режиссёр Луиджи Филиппо Д’Амико (1961)
- Дворец Копакабана, по Стено (1962)
- Самый короткий день, Серджио Корбуччи (1962)
- Дон Жуан Французской Ривьеры, режиссёр Витторио Сала (1962)
- Подсчитанные дни, Элио Петри (1962)
- Белые голоса, режиссёр Паскуале Феста Кампаниле (1964)
- Вверх и вниз, Мино Геррини (1965)
- Ло Скоппо, режиссёр Нандо Цицеро (1965)
- Il morbidone, Массимо Франсиоза (1966)
- Здравствуйте … для вас есть некая Джулиана, режиссёр Массимо Франсиоза (1967)
- Рука бархата, Этторе Фекки (1967)
- Жаклин и мужчины, Жак Пиното (1967)
- Ио, Эммануэль, Чезаре Каневари (1969)
- Мы как светлячки, режиссёр Джулио Беррути (1976)
- Каждый год Раз в год, режиссёр Джанфранческо Лазотти (1993)
- Из того, что происходит, режиссёр Андреа Манни (1997)
- Учебник любви 3, режиссёр Джованни Веронези (2011)
- Тереза Манганьелло, по следам любви, режиссёр Пино Тордиглионе (2012)

Телевидение
- Человек на воде, Марио Ферреро (1955)
- Лекарство для больной девушки (1955)
- Мон Ориоль, Клаудио Фино (1958)
- Клубный жёлтый. Приглашение в полицию, серия «Шестнадцать часов не умереть», режиссёр Стефано Де Стефани(1959)
- Сердце и мир, по Марио Ланди (1959)
- Газета Джана Бурраски, режиссёр Лина Вертмюллер (1964—1965), сценарий
- L’ippocampo, режиссёр Франко Энрикес (1966)
- Дело Кубинского Ласло Фодора и Ласло Лакатоса, режиссёр Джузеппе Ди Мартино, трансляция 3 февраля 1967 года.
- «Вечер у Чёрного кота», режиссёр Марио Ланди (1973), сценарий
- Произошло в Лиссабоне, режиссёр Луиджи Лунари (1974), сценарий
- Ниро Вулф (1969—1971)
- Тридцать шесть шагов (1984)
- Дисккупати (1997)
- Давайте больше не расставаться, режиссёр Витторио Синдони, первый и второй сезон (1999—2001)
- Дон Лука, режиссёр Джорджо Виньяли, (2000)
- Гордость, первая, вторая и третья серии
- Чары 9-10, мыльная опера (2007—2008)
- Я вышла замуж за полицейского 2, серия Старая монета (2010)
- Добро пожаловать, братья, режиссёр Паоло Костелла (2010)
- Ночь перед экзаменами '82 (2011)
- По ту сторону тайны, режиссёр Франко Братанале (2011)

## Дубляжи
- Хамфри Богарт в реконструкциях «Большой сон», «Тайна ястреба», «Засада в тропиках», «Южные воды», «Трущобы Сан-Франциско», «Ангелы с грязными лицами», «Клятва осужденных», «Вкус убийства» и «Конвой в неизвестность»
- Джеймс Каан в фильме «Чужая нация»
- Франсуа Перье в The visit
- Франко Читти в Accattone
- Жан-Луи Трентиньян в фильме «Обгон и бурное лето»
- Пьер Брис в Акико
- Альберт Финни на перекрестке смерти
- Дональд О’Коннор в Поющие под дождем
- Томас Милиан в «Куда ты идешь голый?»
- Ричард Бертон в фильме «Пятое наступление»
- Дин Мартин в 10 000 спален
- Клифф Робертсон в одержимости — комплекс вины
- Жерар Филип в чужих женщинах
- Максимилиан Шелл в «Досье Одесса» и «То красное утро в июне»
- Клайв Фрэнсис в фильме «Заводной апельсин»
- Роджер Мур в золоте — Знак силы
- Клод Брассер во «Время яблок», «Время яблок 2», «Детектив»
- Лоран Терзиефф в Vanina Vanini
- Дэвид Холт в мужестве Лесси
- Джанни Мечча в фильме «Мальчики из музыкального автомата»
- Джерри Лейси в фильме «Попробуй снова, Сэм»
- Чарльтон Хестон в 2022 году выживет
- Мартин Уэст в семейном сюжете
- Франсиско Рабаль в «Это можно сделать … амиго»

Телевидение
- Воскресный оркестр (1954)
- Шоумен (Национальная программа, 1959)
- Клубный жёлтый. Приглашение в детектив (Национальная программа, 1959—1960)
- Вчера и сегодня (Вторая программа, 1974—1975)

Радио
- Жена Джейсона — Энцо Морри, режиссёр Нино Мелони, трансляция 23 июня 1956 года .
- Rosso e nero n ° 2, режиссёр Риккардо Мантони (1955—1956), эстрадный.
- Стартовая лента (1973)
- Прекрасное лето, режиссёр Умберто Орти (1977)

Дискография
- Соловей и роза — сказка Оскара Уайльда с Ариоданте Марианни con Ariodante Marianni
- Кафка — Рассказы